# Јапански разарачи класе Фубуки
Разарачи класе Фубики изграђени су за потребе Јапанске ратне морнарице у периоду 1928—1932. Носили су бројчане ознаке од 35 до 54, а имена су добили тек после 1928. године. У јапанској морнарици вођени су као „Специјални тип“. 

## Опис
Димензије брода биле су: дужина 115,31 m (378,3 ft), ширина 10,36 m (34,0 ft), и газ 3,23 m (10,6 ft). Стандардни депласман бродова био је 1.750 тона а пуни 2.058 тона. Сви бродови ове класе су подвргнути модернизацији и преградњи у периоду 1935—1937. када је конструкција ојачана и побољшана стабилност бродова. Након завршене модернизације стандардни депласман бродова је повећан на 2.090 тона а пуни на 2.389 тона. Бродови су поседовали по четири парна котла која су покретала две парне турбине постижући 50.000 КС и омогућавали бродовима максималну брзину од 38 kn (70 km/h). По завршетку модернизације максимална брзина је смањена. Радијус дејства је био 5.000 наутичких миља при брзини од 14 kn (26 km/h).
Бродови су имали три куполе са по два топа 127 mm од којих је једна били напред а две позади. Такође су поседовали и два против авионска топа 13 mm  Type 93, 9. торпедне цеви за торпеда 610 mm Type 90 а од 1933. Type 93. Касније у току рата наоружање је мењано због ново насталих потреба за против авионском и против подморничком одбраном.

## Наоружање
- Када су бродови направљени ималу су следеће наоружање:
  - 6 топа 127 mm у двоцевним куполама (3 × 2)
  - 2 топа 13 mm у једноцевним куполама (2 × 1)
  - 9 торпедне цеви 610 mm за торпеда Type 90 (3 × 3)
- 1933. године замењене торпедне цеви и постављене нове за торпеда 610 mm Type 93
- 1942—1943. скинута једна купола са топовима 127 mm и постављена 6 топа 25 mm (3 × 2), додата још 2 топа 13 mm, скинуте торпедне цеви и постављена 4 бацача дубинских бомби.
- 1944. године повећан број топова 25 mm на 22, а топа 13 mm 6-10

## Типови
Постојала су два типа разарача класе Фубуки, Тип I (Фубуки), изграђени између 1926—1929. и Типе II (Ајанами), изграђени између 1928—1932. Код Типа I главне куполе са топовима 127 mm могле су да гађају циљеве у ваздух под углом не већим од 40°, док су код Типа II постављене нове куполе које су могле да гађају циљеве у ваздуху под углом од 75°. Поред тога, код Типа II командни мост је био већи, а просторије са парним котловима су се лакше проветравале постављањем нових вентилацијских цеви. По неким списковима, постојао је и трећи тип, класа Акацуки, који су базирани на класи Фубуки али су они били нешто мањи.
Јапански разарачи класе Фубики сортирани по типу и нумеричком броји:

### Тип I (Фубуки)
Фубуки (N°35), Шинономе (N°36), Усугумо (N°37), Ширакумо (N°38), Исонами (N°39), Ширајуки (N°40), Хацујуки (N°41), Мијуки (N°42), Муракумо (N°43), Уранами (N°44)

### Тип II (Ајанами)
Ајанами (N°45), Шикинами (N°46), Асагири (N°47), Југири (N°48), Амагири (N°49), Сагири (N°50), Оборо (N°51), Акебоно (N°52), Сазанами (N°53), Ушио (N°54)

## Торпедни чамац ПТ 109
1943. године, амерички торпедни чамац ПТ 109, на коме се налазио будући председник Сједињених Америчких Држава, Џон Фицџералд Кенеди, је ударен и потопљен прамцен разарача Амагири, док је учествовао у ноћном нападу на Токио Експрес - јапански брзи ноћни транспорт.

## Бродови
- Од 20 бродова ове класе, 18 су потопљена за време рата:
  - 6 су потопиле подморнице (5 америчке и 1 холандска)
  - 1 од мине које је поставила америчка подморница
  - 7 су потопили авиони (6 амерички и 1 холандски)
  - 2 су потопљена од површинских бродова
  - 2 су била након борбре толико оштећена да су их посаде потопиле саме
- Разарач Мијуки је изгубљен након судара са Јапанским разарачем Иназума 29. јуна 1934. у Корејском мореузу.
- Једини брод ове класе који је дочекао крај рата био је Ушио, који је отписан 4. августа 1948.

| Име      | Званична ознака  | Почетак градње      | Поринуће            | Завршетак градње   | Белешка                             |
| -------- | ---------------- | ------------------- | ------------------- | ------------------ | ----------------------------------- |
| Фубуки   | Fubuki (N°35)    | 19. јун 1926.       | 15. новембар 1927.  | 10. август 1928.   | Потопљен 11. октобра 1942.          |
| Шинономе | Shinonome (N°36) | 12. септембар 1926. | 26. новембар 1927.  | 25. јул 1928.      | Потопљен 18. децембра 1941.         |
| Усугумо  | Usugumo (N°37)   | 21. октобар 1926.   | 26. децембар 1927.  | 26. јул 1928.      | Потопљен 7. јула 1944.              |
| Ширакумо | Shirakumo (N°38) | 27. октобар 1926.   | 27. децембар 1927.  | 18. децембар 1928. | Потопљен 16. марта 1944.            |
| Исонами  | Isonami (N°39)   | 18. октобар 1926.   | 24. новембар 1927.  | 30. јун 1928.      | Потопљен 9. априла 1943.            |
| Ширајуки | Shirayuki (N°40) | 19. март 1927.      | 20. март 1928.      | 18. децембар 1928. | Потопљен 3. марта 1943.             |
| Хацујуки | Hatsuyuki (N°41) | 12. април 1927.     | 29. септембар 1927. | 30. март 1928.     | Потопљен 17. јула 1943.             |
| Мијуки   | Miyuki (N°42)    | 30. април 1927.     | 26. јун 1928.       | 29. јун 1929.      | Потонуо након судара 29. јуна 1934. |
| Муракумо | Murakumo (N°43)  | 25. април 1927.     | 27. септембар 1927. | 10. мај 1928.      | Потопљен 12. октобра 1942.          |
| Уранами  | Uranami (N°44)   | 28. април 1927.     | 29. новембар 1928.  | 30. јун 1929.      | Потопљен 26. октобра 1944.          |
| Ајанами  | Ayanami (N°45)   | 20. јануар 1928.    | 5. октобар 1929.    | 30. април 1930.    | Потопљен 15. новембра 1942.         |
| Шикинами | Shikinami (N°46) | 6. јул 1928.        | 22. јун 1929.       | 24. децембар 1929. | Потопљен 12. септембра 1944.        |
| Асагири  | Asagiri (N°47)   | 12. децембра 1928.  | 18. новембра 1929.  | 30. јун 1930.      | Потопљен 28. августа 1942.          |
| Југири   | Yugiri (N°48)    | 1. април 1929.      | 12. мај 1930.       | 3. децембар 1930.  | Потопљен 25. новембра 1943.         |
| Амагири  | Amagiri (N°49)   | 28. новембар 1928.  | 27. фебруар 1930.   | 10. новембар 1930. | Потопљен 23. априла 1944.           |
| Сагири   | Sagiri (N°50)    | 28. март 1929.      | 23. децембар 1929.  | 31. јануар 1931.   | Потопљен 24. децембра 1941.         |
| Оборо    | Oboro (N°51)     | 29. новембар 1929.  | 8. новембар 1930.   | 21. октобар 1931.  | Потопљен 16. октобра 1942.          |
| Акебоно  | Akebono (N°52)   | 25. октобар 1929.   | 7. новембар 1930.   | 31. јул 1931.      | Потопљен 13. новембра 1944.         |
| Сазанами | Sazanami (N°53)  | 21. фебруар 1930.   | 6. јун 1931.        | 19. мај 1932.      | Потопљен 14. јануара 1944.          |
| Ушио     | Ushio (N°54)     | 21. децембар 1929.  | 17. новембар 1930.  | 14. новембар 1931. | Отписан 1948.                       |